# Pariti/Ii
Pariti/Ii is een bestuurslaag in het regentschap Siak van de provincie Riau, Indonesië. Pariti/Ii telt 1377 inwoners (volkstelling 2010).